# Godin
Godin — канадський виробник гітар зі штаб-квартирою у Монреалі. Підприємство засновано у 1972 році у місті Ла-Патрі, Квебек. Виробництво зосереджено на 6 фабриках у 3 містах Квебеку й одному у Нью-Гемпширі.

## Виробництво
Годин виробляє декілька марок:
- Norman (Норман)[1] — низького та середнього рівня акустичні гітари;
- Art&Lutherie (Арт'енд'Лютірі)- низькіого рівня недорогі гітари;
- Simon and Patrick (Симон та Патрик) — середнього й вищого рівня сталеструнні акустичні гітари;
- La Patrie (Ла-Патрі) — клясичні гітари;
- Seagull (Сігал) — низького й середнього рівня акустичні гітари з твердої деревини;
- Godin — середнього й вищого рівня електричні гітари з високоякісної деревини Квебеку.

Електричні гітари Годин відомі за свої змішані знімачи, пьєзо-акустичні, інтегровані у збірню мосту, високу якість, змішаний дизайн гибсонівського Лес-Пола з фендерівським Телекастером.

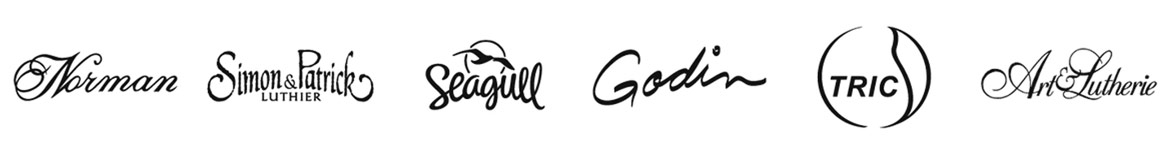
Godin логотипи брендів

Дочірні бренди компанії: Godin, Seagull, Simon & Patrick, Norman, LaPatrie, Art & Lutherie та чохли TRIC. Кожен окремий бренд несе в собі частинку Godin і вигідно відрізняється від внутрішніх брендів, за винятком конкуренції між собою. Але ми б не писали про Godin якби не хотіли розповісти щось нове, і нехай це поки що на рівні чуток, але є зрушення до об'єднання всіх брендів під одним найгучнішим і найвідомішим ім'ям Godin. Можливо цей шлях тільки розпочався, а можливо і ні, але є перші кроки, наприклад, компанія скорочує бренд LaPatrie, під яким вироблялися класичні гітари, тепер окремо гітари з нейлоновими струнами будуть випускатися під брендом Godin.

## Історія
Роберт Годін (Robert Godin) почав робити гітари в 1972 році, в сільській місцевості Квебека (Quebec, Canada) через пристрасть до музики та майстерності. Селище називалося LaPatrie, він і дав назву класичним гітарам. Прихильність до якості та винахідливість дозволили Godin стати одним з найбільших виробників гітар у Північній Америці. І забезпечити гітаристів у всьому світі унікальними, різноманітними та простими гітарами.
Роберт Годін і досі не тільки є власником компанії, а й займається розробкою дизайну переважної більшості гітар Godin. Компанія має мережу фабрик та офісів у кількох країнах. Головний офіс розташований у Монреалі, а гітари виробляються на п'яти фабриках у Квебеку та однієї в Нью-Гемпширі (США). Незважаючи на деякі очевидні незручності такої розосередженості фабрик, саме це дозволяє виготовляти інструменти ретельніше, надаючи кожному індивідуальність, що не може не позначитися на якості. Всі гітари збираються переважно жінками, оскільки вважається, що вони акуратніші в кінцевій обробці інструментів. До цього варто додати, що всі гітари на 95% зроблені з дерева, що росте на території Канади.
Складання гітар Godin здійснюється на фабриках у Рішмоні (Квебек) та Берліні (Нью-Гемпшир). Грифи та корпуси гітар виробляються в єдиному місці – Ла Патрі у провінції Квебек. Godin також належать такі бренди, як Richmond Guitars (електрогітари), Seagull, Simon & Patrick, Norman, LaPatrie та Art & Lutherie (акустичні гітари).
З моменту заснування у компанії Godin спостерігався чіткий поділ на виробництво акустичних гітар та електрогітар. Виробництво електрогітар розпочалося з виготовлення деталей (грифів та корпусів) для інших гітарних фірм. Не секрет, що більшість гітарних брендів розміщують свої замовлення на тих самих сторонніх фабриках. Те, що починалося як проста заміна грифів та корпусів, незабаром переросло у велике виробництво грифів та корпусів з повним оздобленням для багатьох відомих американських гітарних компаній. Головною перевагою став величезний досвід, накопичений у результаті виконання найрізноманітніших замовлень. Зворотний бік медалі для OEM-виробника — у неможливості створення власних зразків, від ескізу до готової гітари.
На відміну від багатьох інструментів, які повинні бездоганно відповідати встановленим стандартам та мати однаковий вигляд, у дизайні гітари допускаються варіації. Все різноманіття дизайнерських рішень насправді робить гітару атрибутом моди. Фахівці компанії Godin дотримуються того принципу, що головне в гітарі не є естетичною складовою, а конструктивними особливостями, що дають різноманітні музичні можливості для виконавця. Від створення гітари з нейлоновими струнами, що звучить на сцені досить голосно, і комфортною для гітариста, що звикли до сталевих струн (гітари Multiac), до створення багатоголосних інструментів серії Signature, - дослідження конструктивних можливостей інструменту, пов'язаних зі зміною його параметрів, та розробка більш досконалого дизайн став невід'ємною частиною роботи для Godin.
Прихильність Godin до нових гітарних концепцій найяскравіше виявилася у створенні гітари Glissentar, такої відмінної від стандартної гітари, що її з натяжкою можна назвати гітарою, скоріше це зовсім новий інструмент. Цей проект не був маркетинговим ходом (із серії «чи не зробити нам щось 11-струнне безладове електро-акустичне, і заробити багато грошей!»). Glissentar був задуманий як втілення музичних здібностей, очікуваних творцями. Тепер, маючи можливість почути музикантів, що грають на Glissentar, стає очевидним, що ідея вартувала того.
Чому про гітари Godin говорять “з лісу на сцену” або “лісові гітари”? Все тому, що гітари Godin є унікальними, тому що від лісу до сцени вони північноамериканські (Made in Canada). Всі грифи та корпуси зроблені на заводі в Ла-Патрі, Квебек. Потім гітари Godin збираються на заводах у Квебеку та Нью-Гемпширі. Підтримка процесу виробництва "поряд з будинком" означає, що експерти та дизайнери Godin можуть забезпечити найвищу якість з індивідуальним підходом. Від обробки до шліфування - в гітарах Godin більше ручної роботи, ніж у більшості інших виробників, і купуючи ці справжні канадські гітари ви купуєте - справжню гітару ручної роботи, і підтримуєте сімейну канадську компанію, а не промислові корпорації.
Компанія Godin виробляє інструменти під кількома брендами, цінова категорія приблизно від 280 $ до 1800 $ (хоча зустрічаються і окремі екземпляри, що виходять за межі). Бренд Norman виробляє акустичні гітари початкового та середнього рівня. Art & Lutherie виготовляє бюджетні гітари початкового рівня. Simon and Patrick виготовляє акустичні гітари середнього та вищого цінового діапазону зі сталевими струнами. La Patrie виготовляє класичні гітари. Seagull випускає акустичні гітари початкового та середнього рівня. Під брендом Godin в основному випускаються акустичні гітари та електрогітари середнього та вищого цінового сегментів. Звучання гітари варто почути, тоді Ви точно не відмовитеся від володіння гітарою Godin. Серед музикантів бренд зарекомендував себе, як високоякісний, надійний продукт.

## Цікаві факти
- Компанія разом зі своїми брендами Seagull, Simon & Patrick, Norman, LaPatrie, Art & Lutherie виготовляє 250 000 гітар, 98% яких продаються у 65 країнах світу (станом на 2022 рік).
- Компанія до сьогодні є OEM-виробником для деяких американських компаній, ім'я яких не можна називати.
- Основним ринком збуту є США, тоді як РФ продає більше ніж країни всієї Європи разом узятих.
- Жінок на виробництві Godin у рази більше, ніж чоловіків у відсотковому відношенні 80 на 20. Цьому є логічне пояснення, багато видів робіт потребує акуратності, педантичної та детальної обробки.
- У Південній Америці 90% латиноамериканської музики виконується на гітарах Godin, які вважаються Ferrari у світі гітар.
- Роберт Годін із середини 2000-х вів семінари у Бостонському музичному коледжі, Берклі.
- Музиканти, які грають на гітарах Godin: Ritchie Blackmore (Rainbow, Deep Purple), Al di Meola, Paco de Luchia, Jon Anderson (Yes), Kirk Hammett (Metallica), Mathias Jabs (Scorpions), Тейлор Свіфт, Пол Маккартні, Роджер , Брюс Спрінгстін та багато інших.
- Гітари Norman вже майже 50 років виготовляють вручну з дерева віком понад 600 років.
- Godin це сімейна компанія, керують компанією Роберт Годін, а також його сини Саймон Годін та Патрік Годін, на 6 виробничих майданчиках працюють 1300 осіб, багато хто працює вже династіями.